# Quérigut
Quérigut (prononcer [keʁigyt] ; occitan : Queragut) est une commune française située dans le sud-est du département de l'Ariège, en région Occitanie. Sur le plan historique et culturel, la commune fait partie du Donezan, qui faisait jadis partie du comté de Razès puis du comté de Foix.
Il s'agit d'une sorte de plateau granitique isolé du monde, entouré d'un écrin montagneux et occupé par sept villages. Exposée à un climat océanique altéré, elle est drainée par l'Aude, la rivière de Quérigut et par divers autres petits cours d'eau. La commune possède un patrimoine naturel remarquable : quatre sites Natura 2000 (le site « Quérigut, Orlu », le « pays de Sault », la « haute Vallée de l'Aude et Bassin de l'Aiguette » et « Quérigut, Laurenti, Rabassolles, Balbonne, la Bruyante, haute vallée de l'Oriège »), un espace protégé (le « Carcanet ») et trois zones naturelles d'intérêt écologique, faunistique et floristique.
Quérigut est une commune rurale qui compte 137 habitants en 2022, après avoir connu un pic de population de 809 habitants en 1793. Ses habitants sont appelés les Quérigutois ou Quérigutoises.

## Géographie

### Localisation
La commune de Quérigut se trouve dans le département de l'Ariège, en région Occitanie.
Elle se situe à 50 km à vol d'oiseau de Foix, préfecture du département, et à 21 km d'Ax-les-Thermes, bureau centralisateur du canton de Haute-Ariège dont dépend la commune depuis 2015 pour les élections départementales.
La commune fait en outre partie du bassin de vie de Quillan.
Les communes les plus proches sont : 
Carcanières (1,9 km), Le Puch (2,1 km), Le Pla (2,3 km), Artigues (3,2 km), Rouze (4,2 km), Escouloubre (4,9 km), Mijanès (4,9 km), Puyvalador (6,1 km).
Sur le plan historique et culturel, Quérigut fait partie du Donezan, qui faisait jadis partie du comté de Razès puis du comté de Foix. Il s'agit d'une sorte de plateau granitique isolé du monde, entouré d'un écrin montagneux et occupé par sept villages.
Située dans le Donezan, la commune est traversée par la rivière de Quérigut, un affluent de la Bruyante, dans le bassin versant de l'Aude. Son point culminant est le pic de Ginèvre, à 2 382 m. Son altitude la plus faible est de 1 004 m, à l'extrémité du vallon du Carcanet. Une partie du territoire communal se trouve sur la rive droite de l'Aude et appartient donc au massif du Madrès.
C'est une commune limitrophe des départements de l'Aude (par la forêt du Carcanet à l'est) et des Pyrénées-Orientales (par la forêt des Ares, au sud).
Quérigut est le principal bourg de ce petit territoire ariégeois isolé du reste du département. La route départementale 16 qui permet d'accéder en Capcir et en Cerdagne passe sur la commune.

### Communes limitrophes
Les communes limitrophes sont  Carcanières, Escouloubre, Le Pla, Le Puch et Puyvalador.
| Le Puch | Carcanières                      |                    |
| Le Pla  | Quérigut                         | Escouloubre (Aude) |
|         | Puyvalador (Pyrénées-Orientales) |                    |

### Géologie et relief
La commune est située dans les Pyrénées, une chaîne montagneuse jeune, érigée durant l'ère tertiaire (il y a 40 millions d'années environ), en même temps que les Alpes. Les terrains affleurants sur le territoire communal sont constitués de roches plutoniques datant du Paléozoïque, une ère géologique qui s'étend de −541 à −252,2 Ma (millions d'années). La structure détaillée des couches affleurantes est décrite dans la feuille « n°1089 - Saint-Paul-de-Fenouillet » de la carte géologique harmonisée au 1/50 000ème du département de l'Ariège, et sa notice associée.
La superficie cadastrale de la commune publiée par l’Insee, qui sert de références dans toutes les statistiques, est de 36,40 km2,. La superficie géographique, issue de la BD Topo, composante du Référentiel à grande échelle produit par l'IGN, est quant à elle de 36,38 km2. Son relief est particulièrement escarpé puisque la dénivelée maximale atteint 1 337 mètres. L'altitude du territoire varie entre 1 022 m et 2 359 m.

### Hydrographie

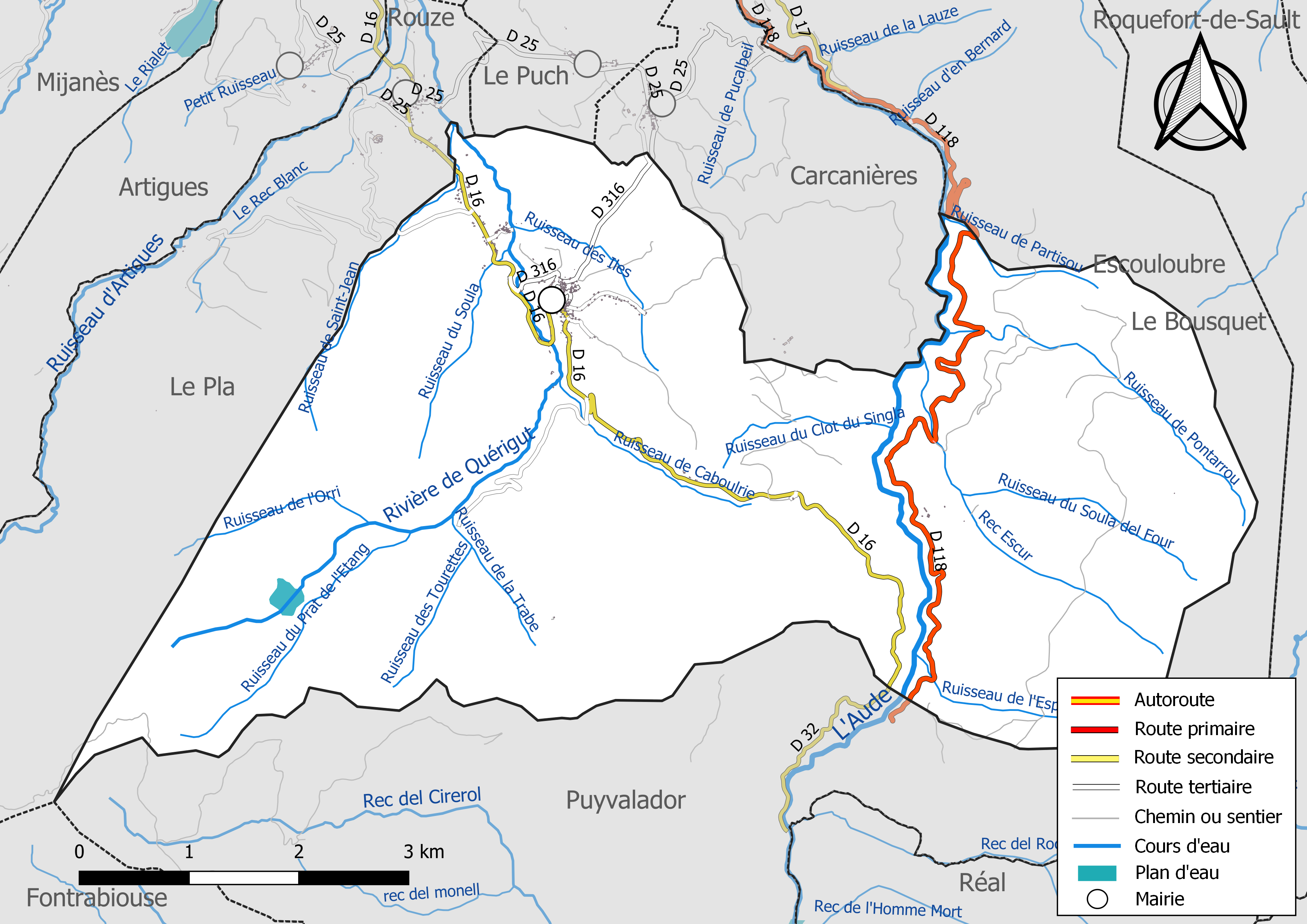
Réseaux hydrographique et routier de Quérigut.

La commune est dans la région hydrographique « Côtiers méditerranéens », au sein du bassin hydrographique Rhône-Méditerranée-Corse. Elle est drainée par l'Aude, la rivière de Quérigut, Rec Escur, le ruisseau de Caboulrie, le ruisseau de la Trabe, le ruisseau de l'Esparre, le ruisseau de l'Orri, le ruisseau de Parti, le ruisseau de Pontarrou, le ruisseau de Pucalbeil, le ruisseau de Saint-Jean, le ruisseau des Iles, le ruisseau des Tourettes, le ruisseau du Clot du Singla, constituant un réseau hydrographique de 44 km de longueur totale,.
L'Aude, d'une longueur totale de 223,59 km, prend sa source dans la commune des Angles et s'écoule du sud vers le nord. Ce fleuve traverse la commune et se jette dans le golfe du Lion à Fleury, après avoir traversé 73 communes.
La rivière de Quérigut, d'une longueur totale de 10,1 km, prend sa source dans la commune de Quérigut et s'écoule du sud-ouest vers le nord-est puis vers le nord. Elle traverse la commune et se jette dans la Bruyante à Rouze, après avoir traversé 3 communes.

### Climat
Pour des articles plus généraux, voir Climat de l'Occitanie et Climat de l'Ariège.
En 2010, le climat de la commune est de type climat océanique altéré, selon une étude s'appuyant sur une série de données couvrant la période 1971-2000. En 2020, Météo-France publie une typologie des climats de la France métropolitaine dans laquelle la commune est exposée à un climat de montagne et est dans la région climatique Pyrénées orientales, caractérisée par une faible pluviométrie, un très bon ensoleillement (2 600 h/an), un air sec, particulièrement en hiver et peu de brouillards.
Pour la période 1971-2000, la température annuelle moyenne est de 8,8 °C, avec une amplitude thermique annuelle de 14,7 °C. Le cumul annuel moyen de précipitations est de 815 mm, avec 9,8 jours de précipitations en janvier et 6,9 jours en juillet. Pour la période 1991-2020, la température moyenne annuelle observée sur la station météorologique la plus proche, située sur la commune de Belcaire à 17 km à vol d'oiseau, est de 9,8 °C et le cumul annuel moyen de précipitations est de 1 032,4 mm,. Pour l'avenir, les paramètres climatiques de la commune estimés pour 2050 selon différents scénarios d'émission de gaz à effet de serre sont consultables sur un site dédié publié par Météo-France en novembre 2022.

### Milieux naturels et biodiversité

#### Espaces protégés
La protection réglementaire est le mode d’intervention le plus fort pour préserver des espaces naturels remarquables et leur biodiversité associée,.
Un  espace protégé est présent sur la commune : 
le « Carcanet », une réserve biologique dirigée, d'une superficie de 411,10 ha.

#### Réseau Natura 2000

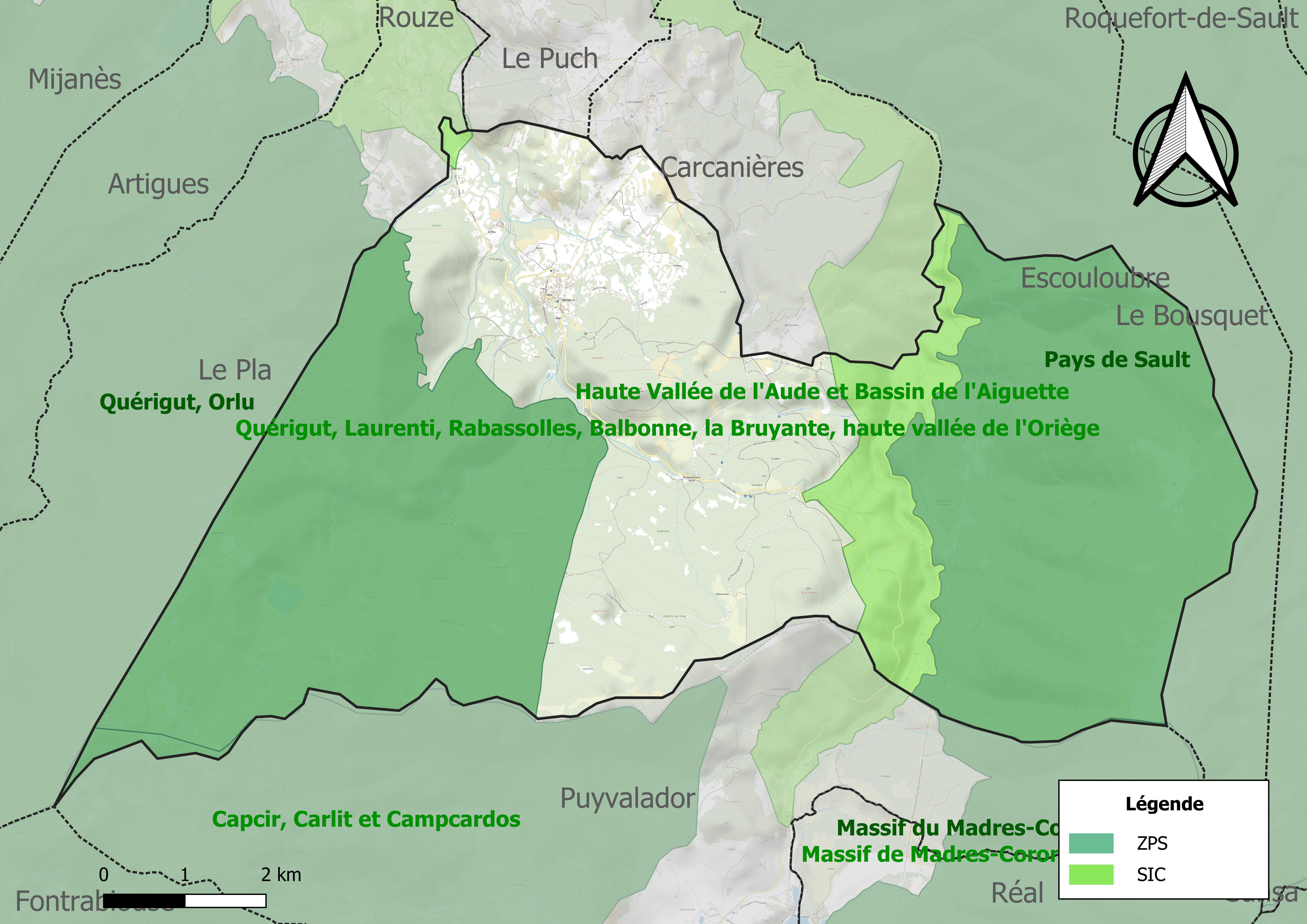
Sites Natura 2000 sur le territoire communal.

Le réseau Natura 2000 est un réseau écologique européen de sites naturels d'intérêt écologique élaboré à partir des directives habitats et oiseaux, constitué de zones spéciales de conservation (ZSC) et de zones de protection spéciale (ZPS).
Deux sites Natura 2000 ont été définis sur la commune au titre de la directive habitats :
- « Quérigut, Laurenti, Rabassolles, Balbonne, la Bruyante, haute vallée de l'Oriège », d'une superficie de 10 255 ha, un vaste ensemble de type écocomplexe avec opposition de communautés de caractère boréo-alpin et de communautés de caractère oro-méditerranéen[29] ;
- la « haute Vallée de l'Aude et Bassin de l'Aiguette », d'une superficie de 17 055 ha, particulièrement intéressant pour ses milieux aquatiques. Il comprend des populations de Desmans des Pyrénées, Barbeau méridional, d'Écrevisse à pattes blanches ainsi que des chabots[30] ;

et deux au titre de la directive oiseaux : 
- le site « Quérigut, Orlu », d'une superficie de 10 255 ha, très régulièrement fréquenté par dix-sept espèces d'oiseaux de l'annexe 1, parmi elles, on retrouve huit espèces de rapaces diurnes et deux rapaces nocturnes[31] ;
- le « pays de Sault », d'une superficie de 71 499 ha, présentant une grande diversité d'habitats pour les oiseaux. On y rencontre donc aussi bien les diverses espèces de rapaces rupestres, en particulier les vautours dont les populations sont en augmentation, que les passereaux des milieux ouverts (bruant ortolan, alouette lulu) et des espèces forestières comme le pic noir[32].

#### Zones naturelles d'intérêt écologique, faunistique et floristique
L’inventaire des zones naturelles d'intérêt écologique, faunistique et floristique (ZNIEFF) a pour objectif de réaliser une couverture des zones les plus intéressantes sur le plan écologique, essentiellement dans la perspective d’améliorer la connaissance du patrimoine naturel national et de fournir aux différents décideurs un outil d’aide à la prise en compte de l’environnement dans l’aménagement du territoire.
Deux ZNIEFF de type 1 sont recensées sur la commune :
les « montagnes et vallées du Donezan centre et ouest » (8 618 ha), couvrant 12 communes dont 7 dans l'Ariège, 3 dans l'Aude et 2 dans les Pyrénées-Orientales, et 
« le plateau de Quérigut, gorges de l'Aude et forêt du Carcanet » (3 214 ha), couvrant 7 communes dont 5 dans l'Ariège, 1 dans l'Aude et 1 dans les Pyrénées-Orientales
et une ZNIEFF de type 2, : 
le « massif de Quérigut et forêt du Carcanet (Donezan) » (12 106 ha), couvrant 32 communes dont 18 dans l'Ariège, 10 dans l'Aude et 4 dans les Pyrénées-Orientales.

Carte des ZNIEFF de type 1 et 2 à Quérigut.
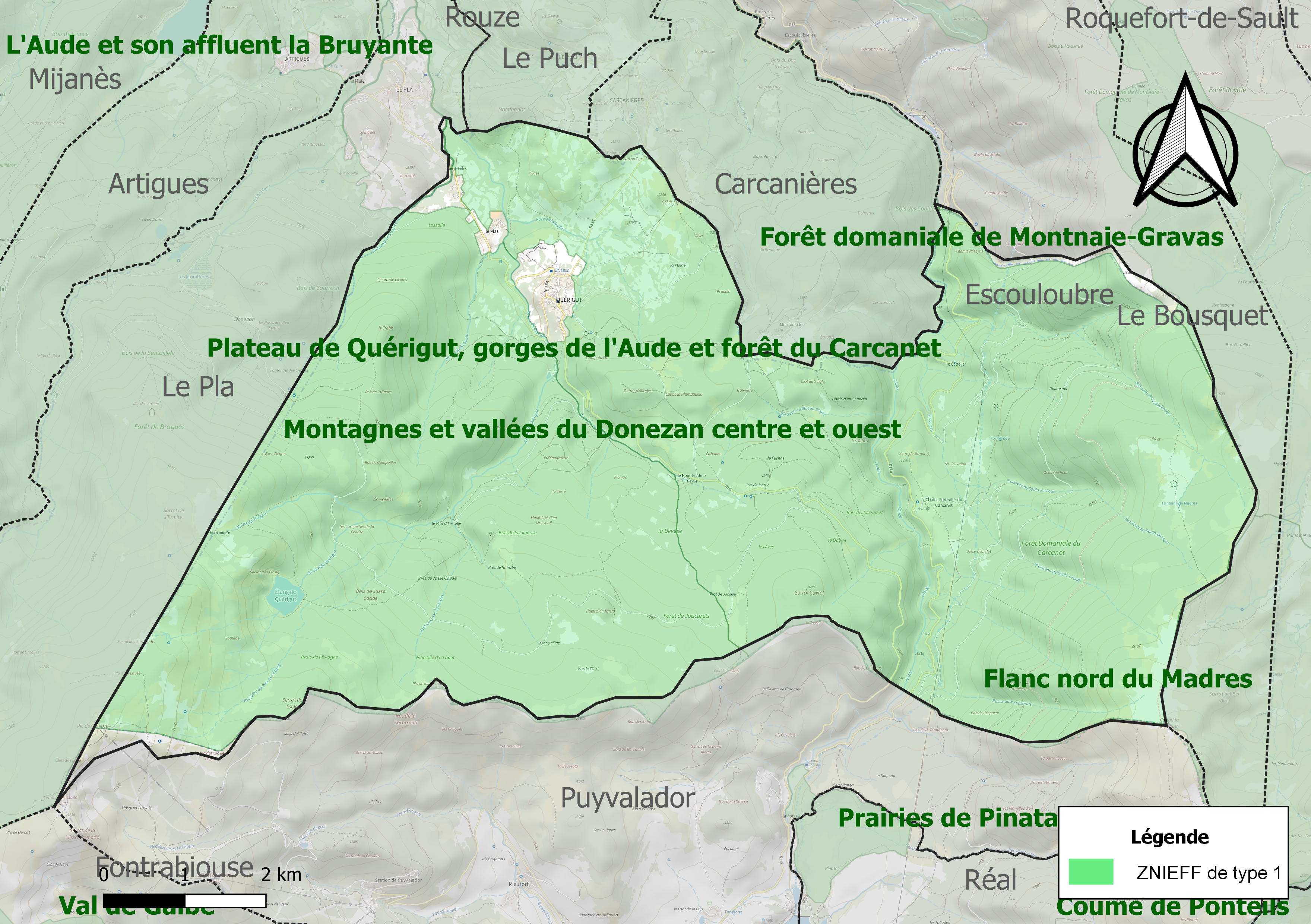
Carte des ZNIEFF de type 1 sur la commune.
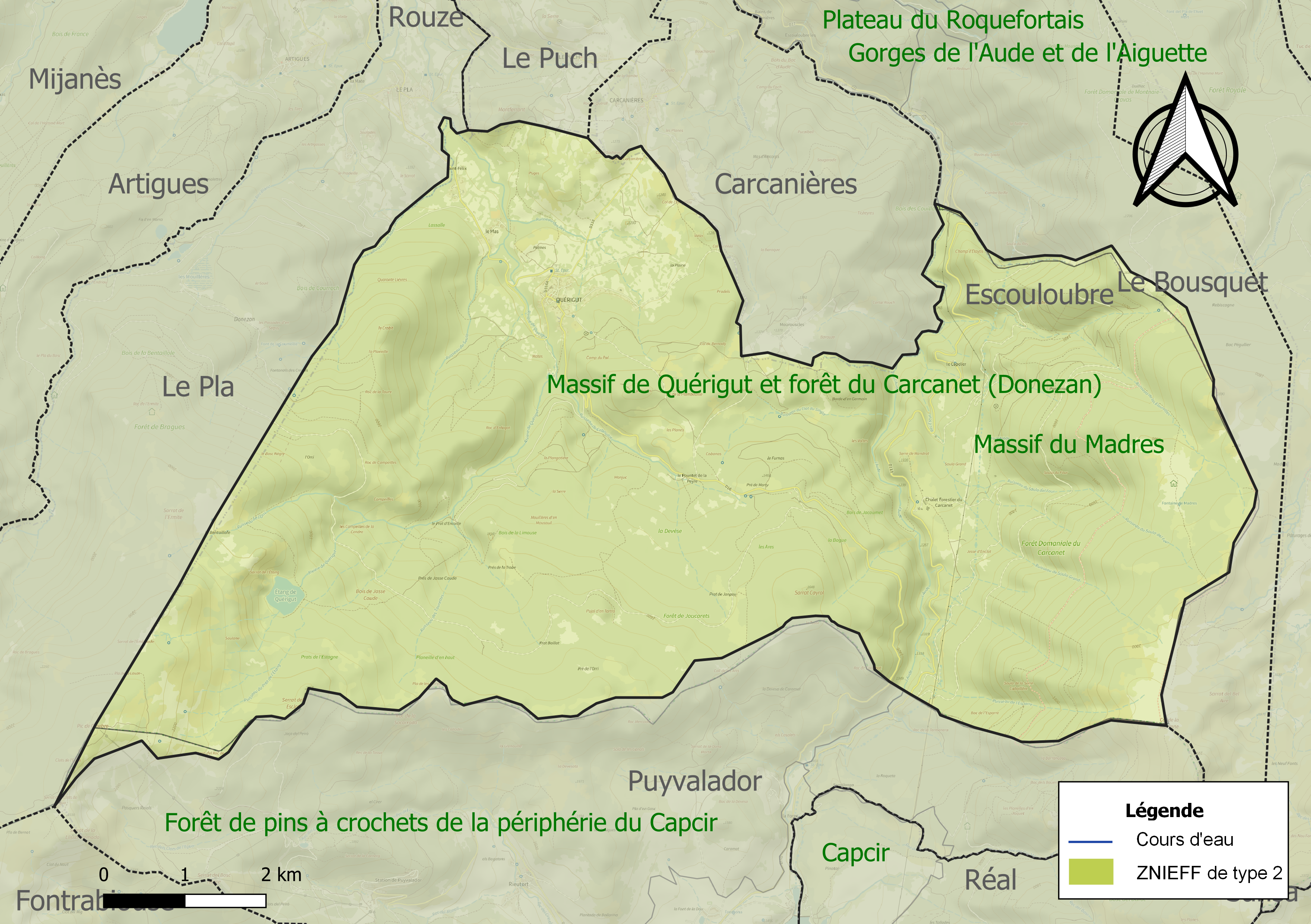
Carte de la ZNIEFF de type 2 sur la commune.

## Urbanisme

### Typologie
Au 1er janvier 2024, Quérigut est catégorisée commune rurale à habitat très dispersé, selon la nouvelle grille communale de densité à 7 niveaux définie par l'Insee en 2022.
Elle est située hors unité urbaine et hors attraction des villes,.

### Occupation des sols
L'occupation des sols de la commune, telle qu'elle ressort de la base de données européenne d’occupation biophysique des sols Corine Land Cover (CLC), est marquée par l'importance des forêts et milieux semi-naturels (93,1 % en 2018), une proportion identique à celle de 1990 (93,1 %). La répartition détaillée en 2018 est la suivante : 
forêts (78,7 %), milieux à végétation arbustive et/ou herbacée (14,1 %), zones agricoles hétérogènes (6,9 %), espaces ouverts, sans ou avec peu de végétation (0,3 %). L'évolution de l’occupation des sols de la commune et de ses infrastructures peut être observée sur les différentes représentations cartographiques du territoire : la carte de Cassini (XVIIIe siècle), la carte d'état-major (1820-1866) et les cartes ou photos aériennes de l'IGN pour la période actuelle (1950 à aujourd'hui).

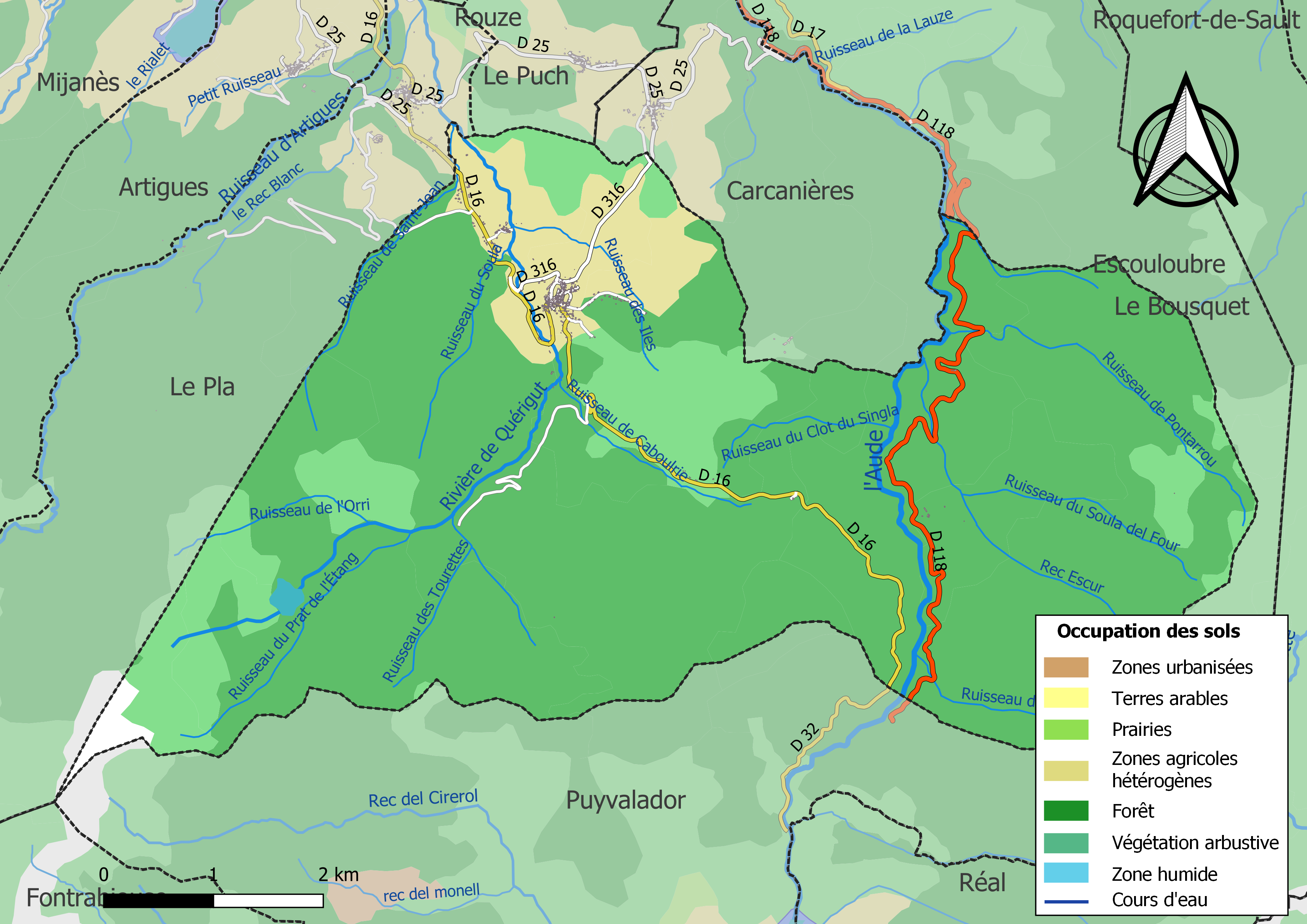
Carte des infrastructures et de l'occupation des sols de la commune en 2018 (CLC).

### Habitat et logement
En 2018, le nombre total de logements dans la commune était de 337, alors qu'il était de 344 en 2013 et de 326 en 2008.
Parmi ces logements, 23,8 % étaient des résidences principales, 72,7 % des résidences secondaires et 3,5 % des logements vacants. Ces logements étaient pour 94,8 % d'entre eux des maisons individuelles et pour 4,7 % des appartements.
Le tableau ci-dessous présente la typologie des logements à Quérigut en 2018 en comparaison avec celle de l'Ariège et de la France entière. Une caractéristique marquante du parc de logements est ainsi une proportion de résidences secondaires et logements occasionnels (72,7 %) supérieure à celle du département (24,6 %) et à celle de la France entière (9,7 %). Concernant le statut d'occupation de ces logements, 87,8 % des habitants de la commune sont propriétaires de leur logement (81,7 % en 2013), contre 66,3 % pour l'Ariège et 57,5 % pour la France entière.
| Typologie                                               | Quérigut | Ariège | France entière |
| ------------------------------------------------------- | -------- | ------ | -------------- |
| Résidences principales (en %)                           | 23,8     | 65,7   | 82,1           |
| Résidences secondaires et logements occasionnels (en %) | 72,7     | 24,6   | 9,7            |
| Logements vacants (en %)                                | 3,5      | 9,7    | 8,2            |

### Risques majeurs
Le territoire de la commune de Quérigut est vulnérable à différents aléas naturels : inondations, climatiques (grand froid ou canicule), feux de forêts, mouvements de terrains, avalanche  et séisme (sismicité modérée). Il est également exposé à un risque particulier, le risque radon,.

#### Risques naturels

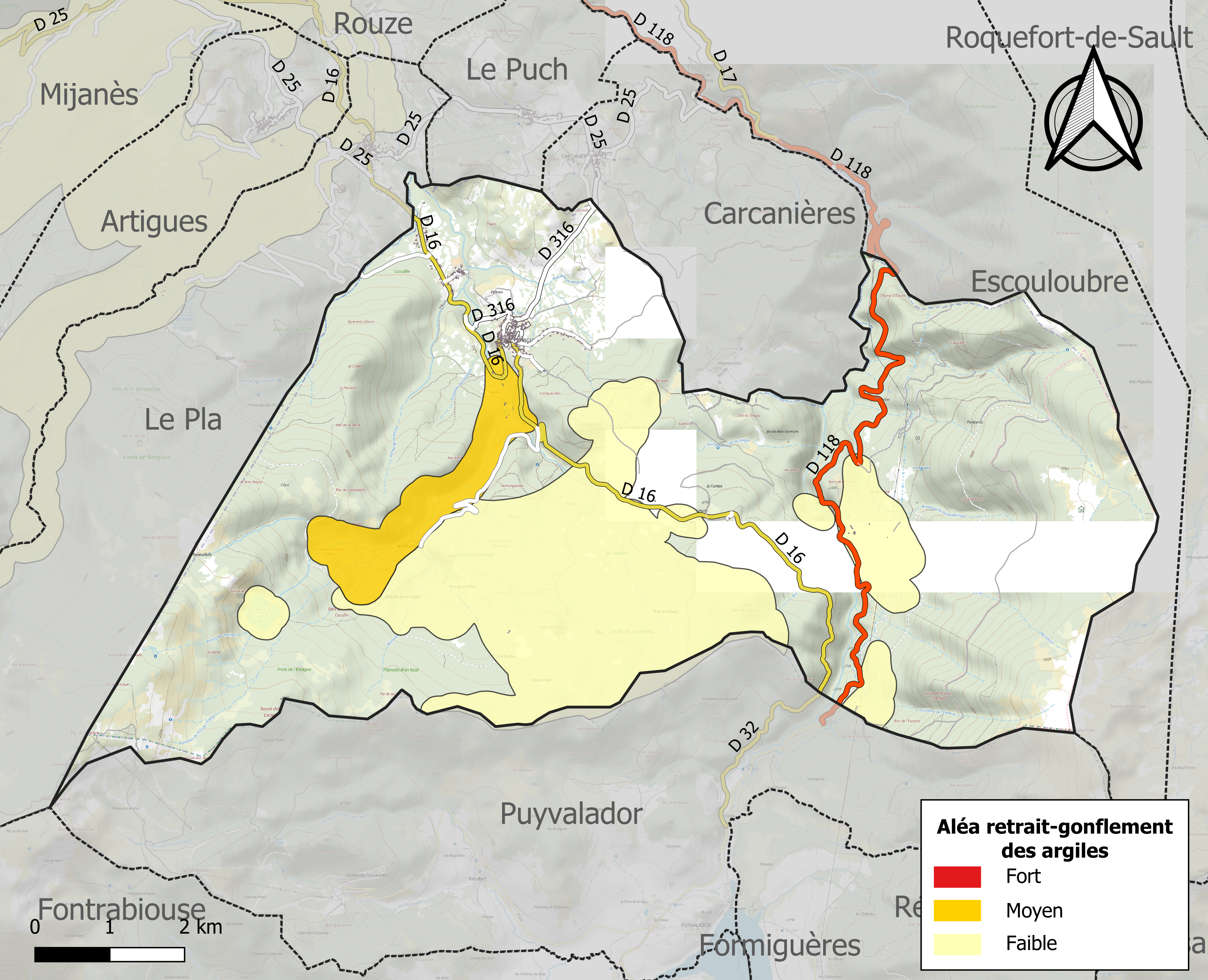
Zonage de l'aléa retrait-gonflement des argiles sur la commune de Quérigut.

Certaines parties du territoire communal sont susceptibles d’être affectées par le risque d’inondation par débordement, crue torrentielle d'un cours d'eau, ou ruissellement d'un versant.
Les mouvements de terrains susceptibles de se produire sur la commune sont soit des chutes de blocs, soit des glissements de terrains, soit des mouvements liés au retrait-gonflement des argiles. Près de 50 % de la superficie du département est concernée par l'aléa retrait-gonflement des argiles, dont la commune de Quérigut. L'inventaire national des cavités souterraines permet par ailleurs de localiser celles situées sur la commune.

#### Risque particulier
Dans plusieurs parties du territoire national, le radon, accumulé dans certains logements ou autres locaux, peut constituer une source significative d’exposition de la population aux rayonnements ionisants. Toutes les communes du département sont concernées par le risque radon à un niveau plus ou moins élevé. Selon la classification de 2018, la commune de Quérigut est classée en zone 3, à savoir zone à potentiel radon significatif.

## Histoire
Au Haut Moyen Âge, Quérigut fait partie du comté de Razès. En 844, le comte Argila, fils du comte Béra Ier de Barcelone vend la basilique Saint-Félix de Donezan à son fils Béra II. Au Xe siècle, Quérigut et le Donezan passent dans le domaine des comtes de Cerdagne.
Le Donezan, dont Quérigut est le chef-lieu, dépendait de la couronne d’Aragon. En 1208, le roi Pierre II d’Aragon céda le territoire au comte de Foix qui doit lui en rendre hommage, en échange de sa neutralité dans les problèmes de succession du comte d’Urgel. Cette souveraineté passa ensuite aux rois de Navarre, par le mariage de Gaston IV, comte de Foix, avec Eléonore, héritière du royaume de Navarre, puis finit réunie au royaume de France par Henri IV, avec les autres terres des maisons de Foix et d’Albret.
En juin 1944, un maquis de Résistance sera formé dans la région de Quérigut par Marcel Taillandier, chef de l'Armée secrète toulousaine. Le Donezan sera aussi un terrain de repli du maquis de Picaussel après son attaque en août. Enfin de nombreux passages seront réalisés vers l'Espagne depuis Quérigut.

## Politique et administration

### Découpage territorial
La commune de Quérigut est membre de la communauté de communes de la Haute Ariège, un établissement public de coopération intercommunale (EPCI) à fiscalité propre créé le 27 septembre 2016 dont le siège est à Luzenac. Ce dernier est par ailleurs membre d'autres groupements intercommunaux.
Sur le plan administratif, elle est rattachée à l'arrondissement de Foix, au département de l'Ariège, en tant que circonscription administrative de l'État, et à la région Occitanie.
Sur le plan électoral, elle dépend du canton de Haute-Ariège pour l'élection des conseillers départementaux, depuis le redécoupage cantonal de 2014 entré en vigueur en 2015, et de la première circonscription de l'Ariège  pour les élections législatives, depuis le redécoupage électoral de 1986.

### Liste des maires
| Période                                  | Période  | Identité               | Étiquette | Qualité                             |
| ---------------------------------------- | -------- | ---------------------- | --------- | ----------------------------------- |
| avant 1981                               | ?        | Raymond Bernié         | DVG       |                                     |
| mars 2001                                | mai 2020 | Roger Vidal            |           | Retraité de l'enseignement          |
| mai 2020                                 | En cours | Jean-François Bataille |           | Agriculteur sur grande exploitation |
| Les données manquantes sont à compléter. |          |                        |           |                                     |

## Démographie
| 1793 | 1800 | 1806 | 1821 | 1831 | 1836 | 1841 | 1846 | 1851 |
| ---- | ---- | ---- | ---- | ---- | ---- | ---- | ---- | ---- |
| 809  | 551  | 563  | 573  | 578  | 630  | 653  | 709  | 686  |

| 1856 | 1861 | 1866 | 1872 | 1876 | 1881 | 1886 | 1891 | 1896 |
| ---- | ---- | ---- | ---- | ---- | ---- | ---- | ---- | ---- |
| 700  | 660  | 686  | 698  | 679  | 630  | 675  | 632  | 620  |

| 1901 | 1906 | 1911 | 1921 | 1926 | 1931 | 1936 | 1946 | 1954 |
| ---- | ---- | ---- | ---- | ---- | ---- | ---- | ---- | ---- |
| 600  | 562  | 510  | 446  | 406  | 419  | 355  | 341  | 267  |

| 1962 | 1968 | 1975 | 1982 | 1990 | 1999 | 2005 | 2006 | 2010 |
| ---- | ---- | ---- | ---- | ---- | ---- | ---- | ---- | ---- |
| 197  | 234  | 171  | 153  | 142  | 116  | 137  | 136  | 141  |

| 2015 | 2020 | 2022 | - | - | - | - | - | - |
| ---- | ---- | ---- | - | - | - | - | - | - |
| 138  | 138  | 137  | - | - | - | - | - | - |

## Économie

### Emploi
| Division       | 2008  | 2013   | 2018   |
| -------------- | ----- | ------ | ------ |
| Commune        | 0 %   | 4,4 %  | 11,1 % |
| Département    | 8,9 % | 11,1 % | 11,2 % |
| France entière | 8,3 % | 10 %   | 10 %   |

En 2018, la population âgée de 15 à 64 ans s'élève à 62 personnes, parmi lesquelles on compte 77,8 % d'actifs (66,7 % ayant un emploi et 11,1 % de chômeurs) et 22,2 % d'inactifs,. En  2018, le taux de chômage communal (au sens du recensement) des 15-64 ans est inférieur à celui du département, mais supérieur à celui de la France, alors qu'en 2008 il était inférieur à celui de la France.
La commune est hors attraction des villes,. Elle compte 56 emplois en 2018, contre 46 en 2013 et 41 en 2008. Le nombre d'actifs ayant un emploi résidant dans la commune est de 41, soit un indicateur de concentration d'emploi de 135,1 % et un taux d'activité parmi les 15 ans ou plus de 38 %.
Sur ces 41 actifs de 15 ans ou plus ayant un emploi, 26 travaillent dans la commune, soit 64 % des habitants. Pour se rendre au travail, 69 % des habitants utilisent un véhicule personnel ou de fonction à quatre roues, 9,5 % s'y rendent en deux-roues, à vélo ou à pied et 21,5 % n'ont pas besoin de transport (travail au domicile).

### Activités hors agriculture
16 établissements sont implantés  à Quérigut au 31 décembre 2019.
Le secteur du commerce de gros et de détail, des transports, de l'hébergement et de la restauration est prépondérant sur la commune puisqu'il représente 37,5 % du nombre total d'établissements de la commune (6 sur les 16 entreprises implantées  à Quérigut), contre 27,5 % au niveau départemental.
C'est à Quérigut que se trouve la quasi-totalité des commerces et services du canton, la Poste avec un distributeur à billets, une supérette multiservices avec station-service, un magasin de vêtements.. Présent également un bar restaurant chambres d'hôtes avec pizzas artisanales à emporter. Une fabrique artisanale de couettes avec du duvet d'oie fonctionne au village.
La commune offre quelques hébergements touristiques (gîtes et chambres d'hôtes). Elle dispose également d'un terrain de camping pour tentes et caravanes, situé près du bourg. En direction du port de Pailhères (2 001 m), la station familiale de sport d'hiver de Mijanès a un rayonnement bien au-delà du Donezan.
Quérigut est un lieu de villégiature permettant d'accéder à différents lieux notamment pour la randonnée pédestre : étang de Quérigut, étang du Laurenti (sur la commune d'Artigues) et sommet du Roc-Blanc, plateaux et sommets du Capcir et de la Cerdagne, gorges de l'Aude...

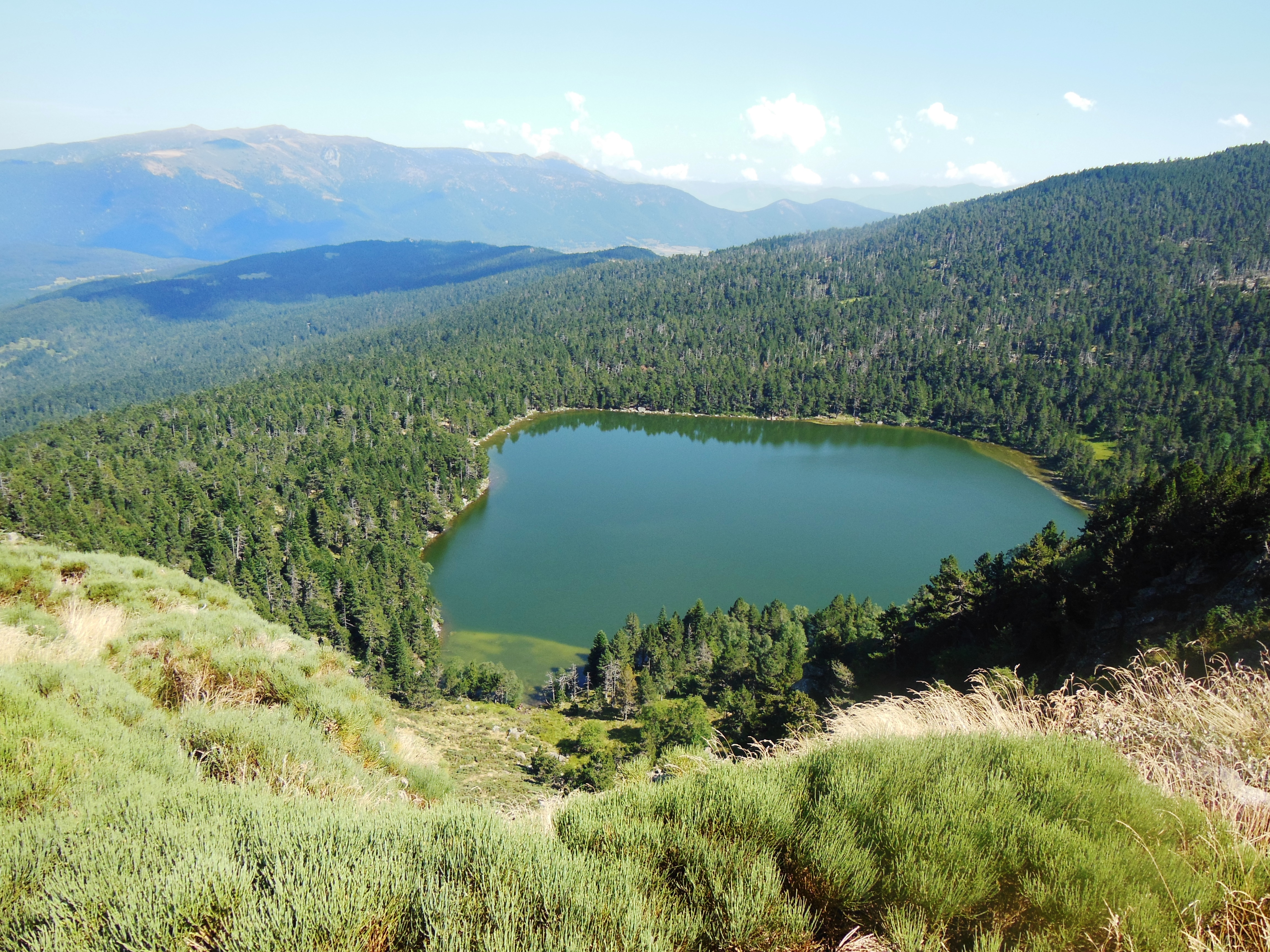
Étang de Quérigut
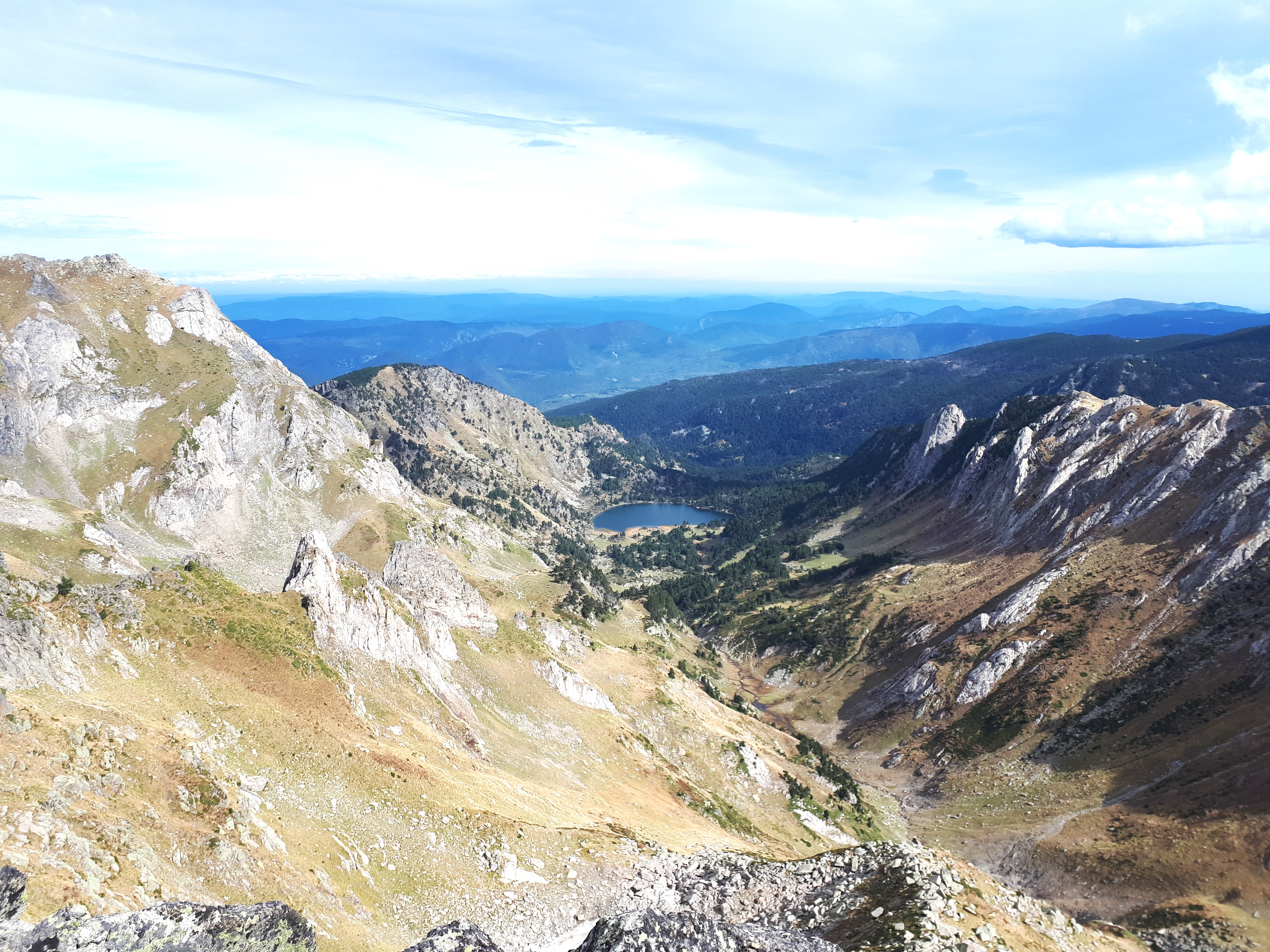
Étang de Laurenti et (à gauche) Roc Blanc

### Agriculture
|                                   | 1988 | 2000 | 2010 |
| --------------------------------- | ---- | ---- | ---- |
| Exploitations                     | 5    | 2    | 2    |
| Superficie agricole utilisée (ha) | 137  | 180  | 165  |

La commune fait partie de la petite région agricole dénommée « Région pyrénéenne ». En 2010, l'orientation technico-économique de l'agriculture  sur la commune est l'élevage d'herbivores hors bovins, caprins et porcins. Deux exploitations agricoles ayant leur siège dans la commune sont dénombrées lors du recensement agricole de 2010 (cinq en 1988). La superficie agricole utilisée est de 165 ha.

## Santé
Les services de santé sont désormais coordonnés dans le cadre d'une maison de santé avec le proche bourg audois d'Axat. avec médecin, infirmière et ostéopathe. Les pharmacies se trouvent à Axat ou aux Angles.

## Culture locale et patrimoine
- Étang de Quérigut
- Château de Quérigut
- Église Saint-Joseph

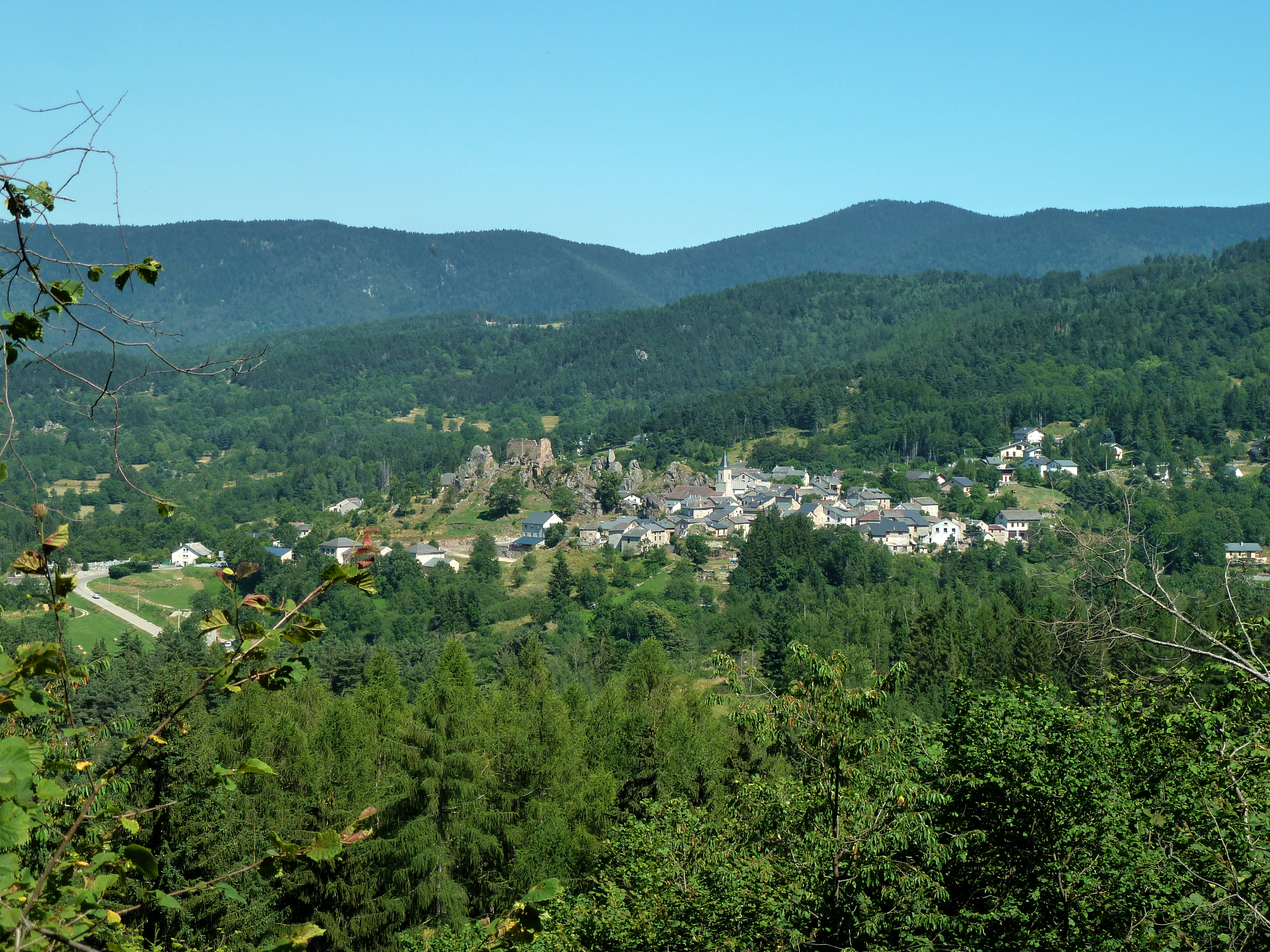
Vue d'ensemble du village de Quérigut.
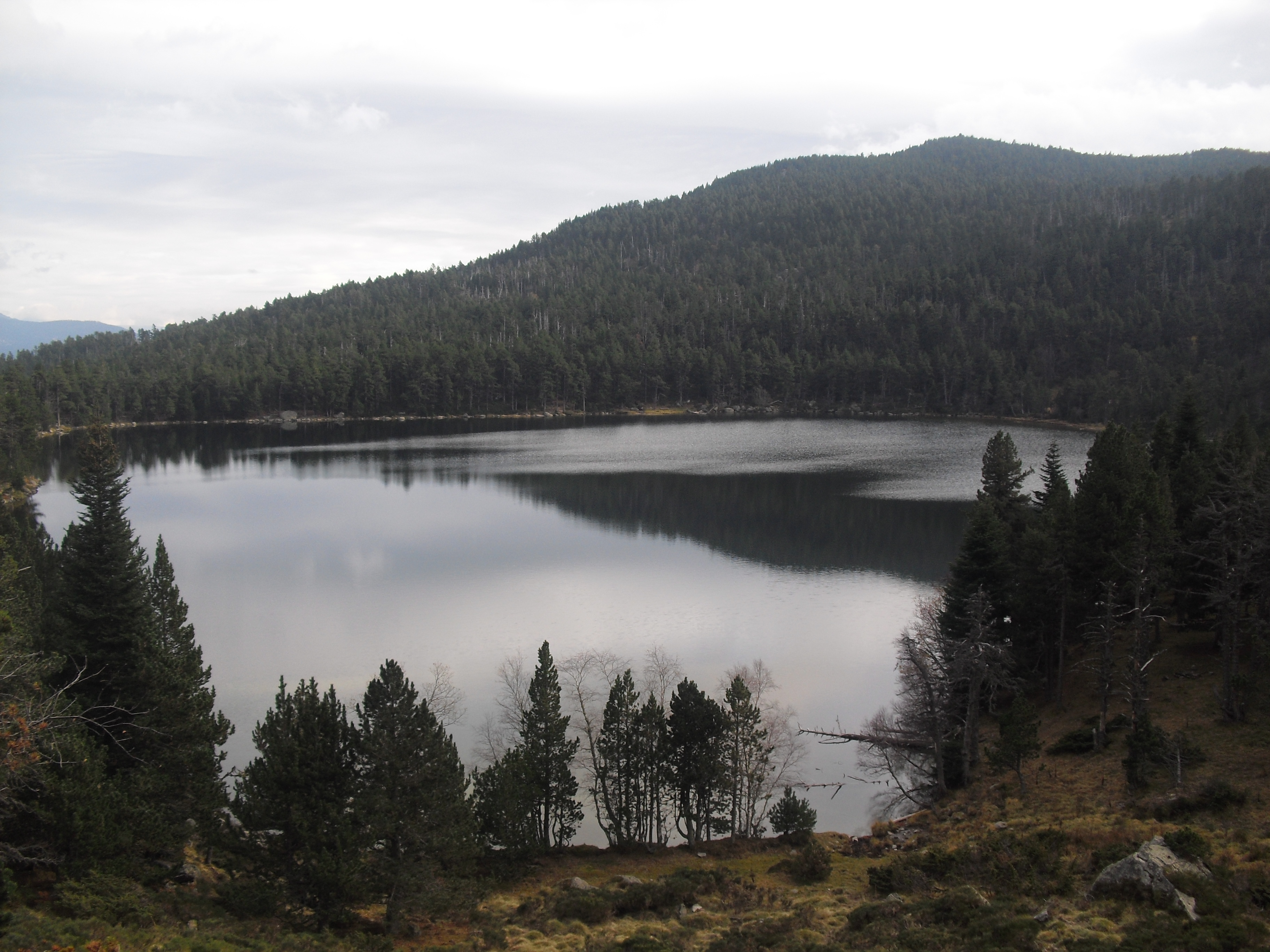
Étang de Querigut.
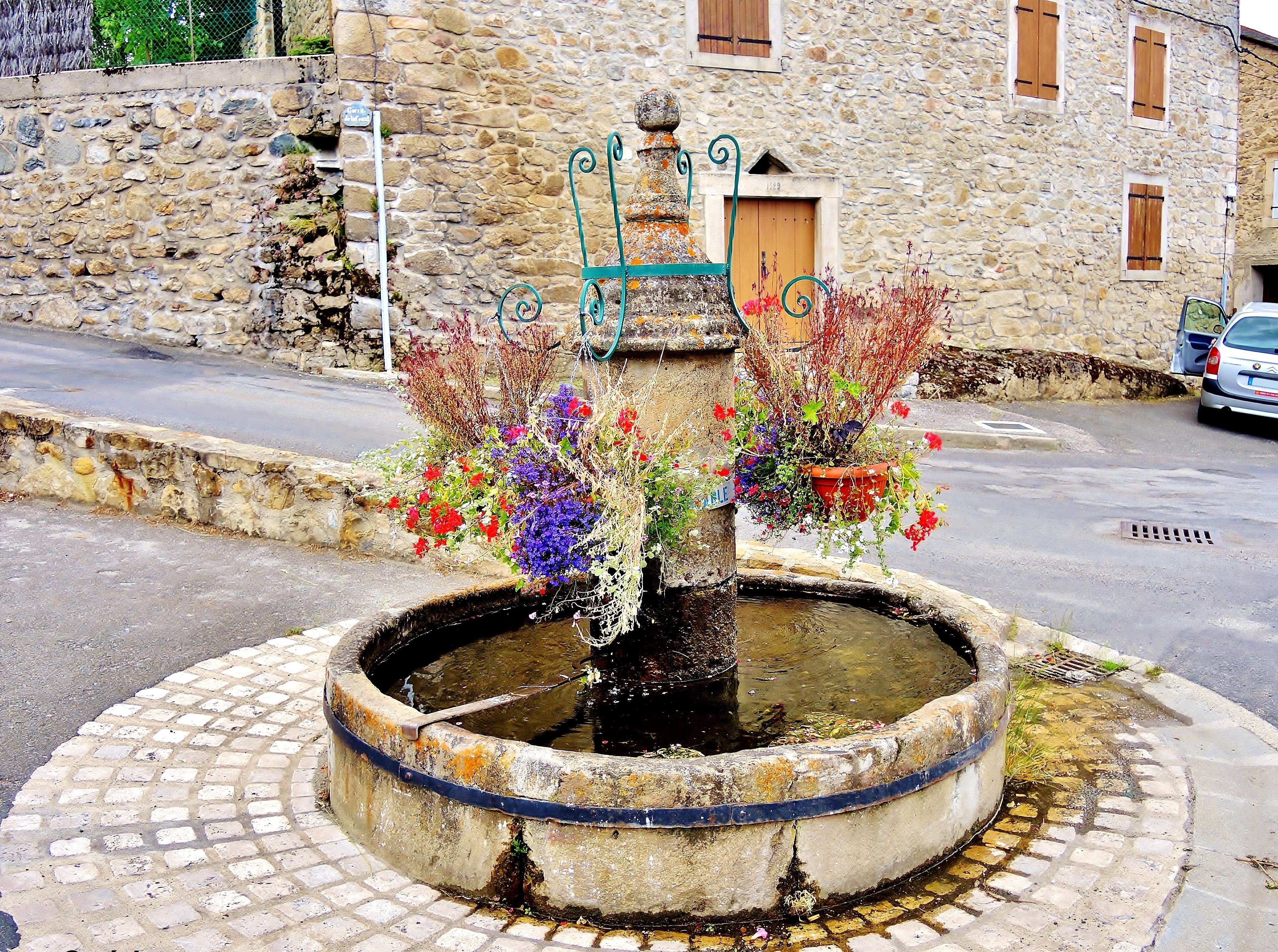
Fontaine au centre du village de Quérigut.
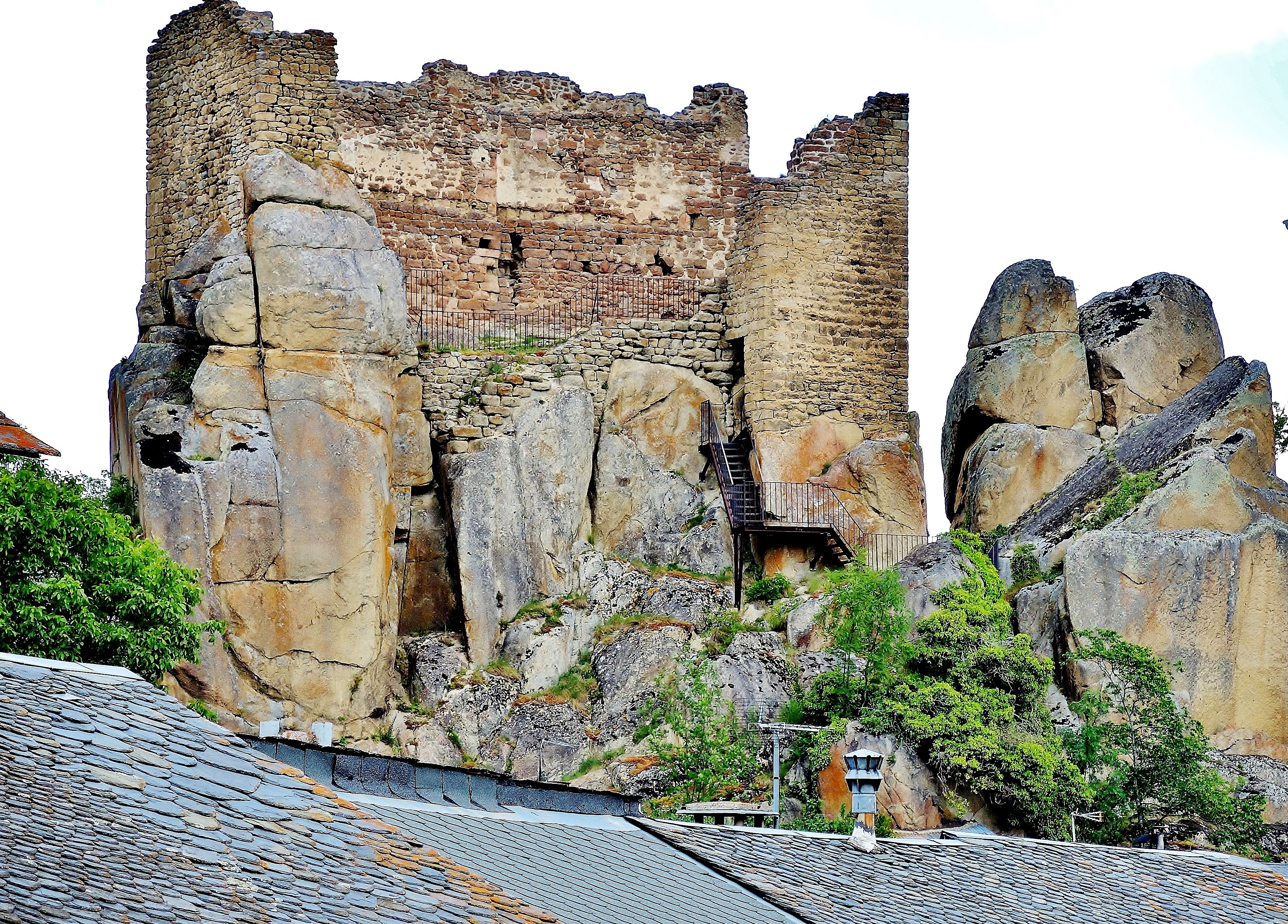
Ruines du château de Quérigut.
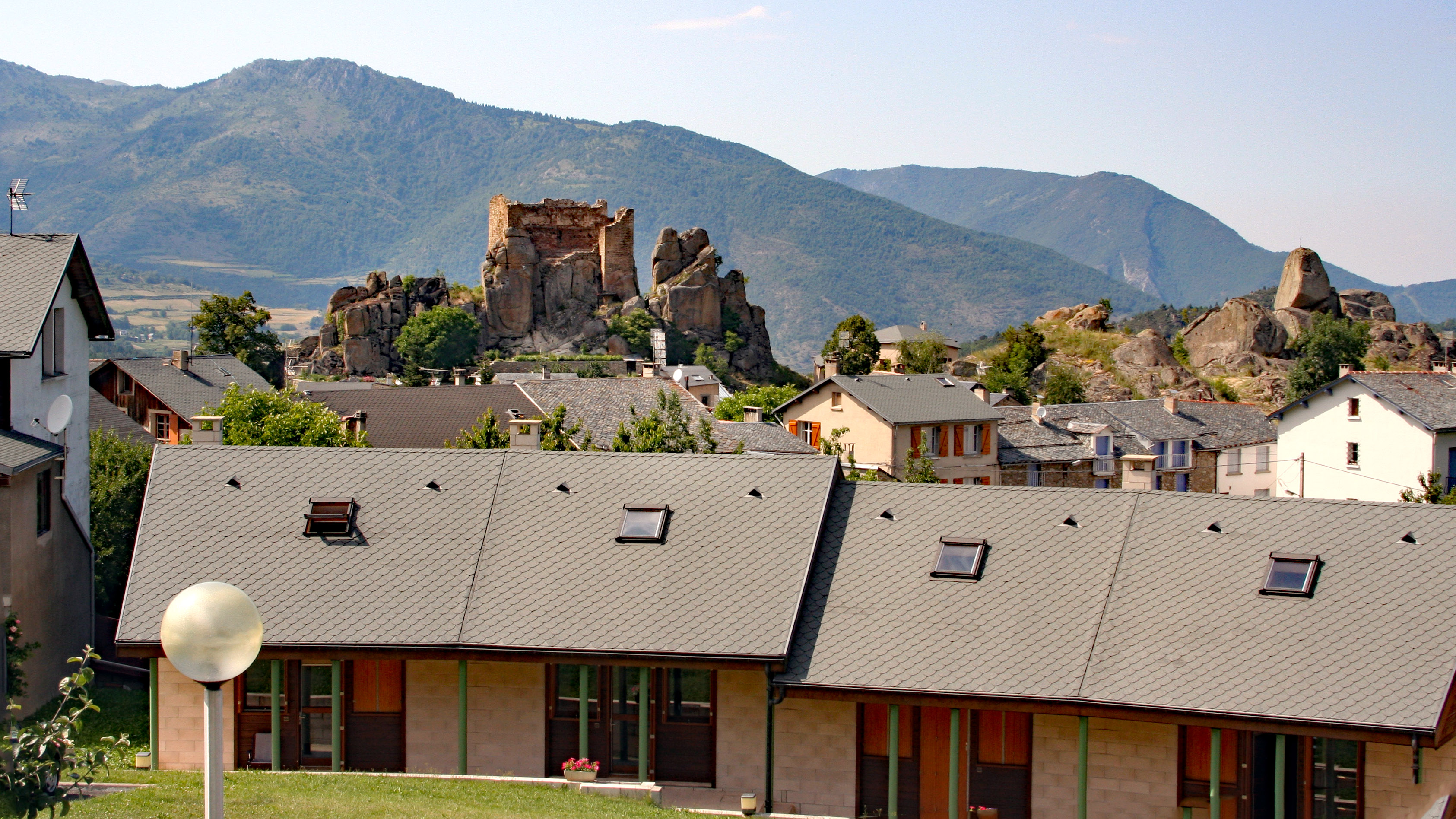
Le château et les gîtes au premier plan
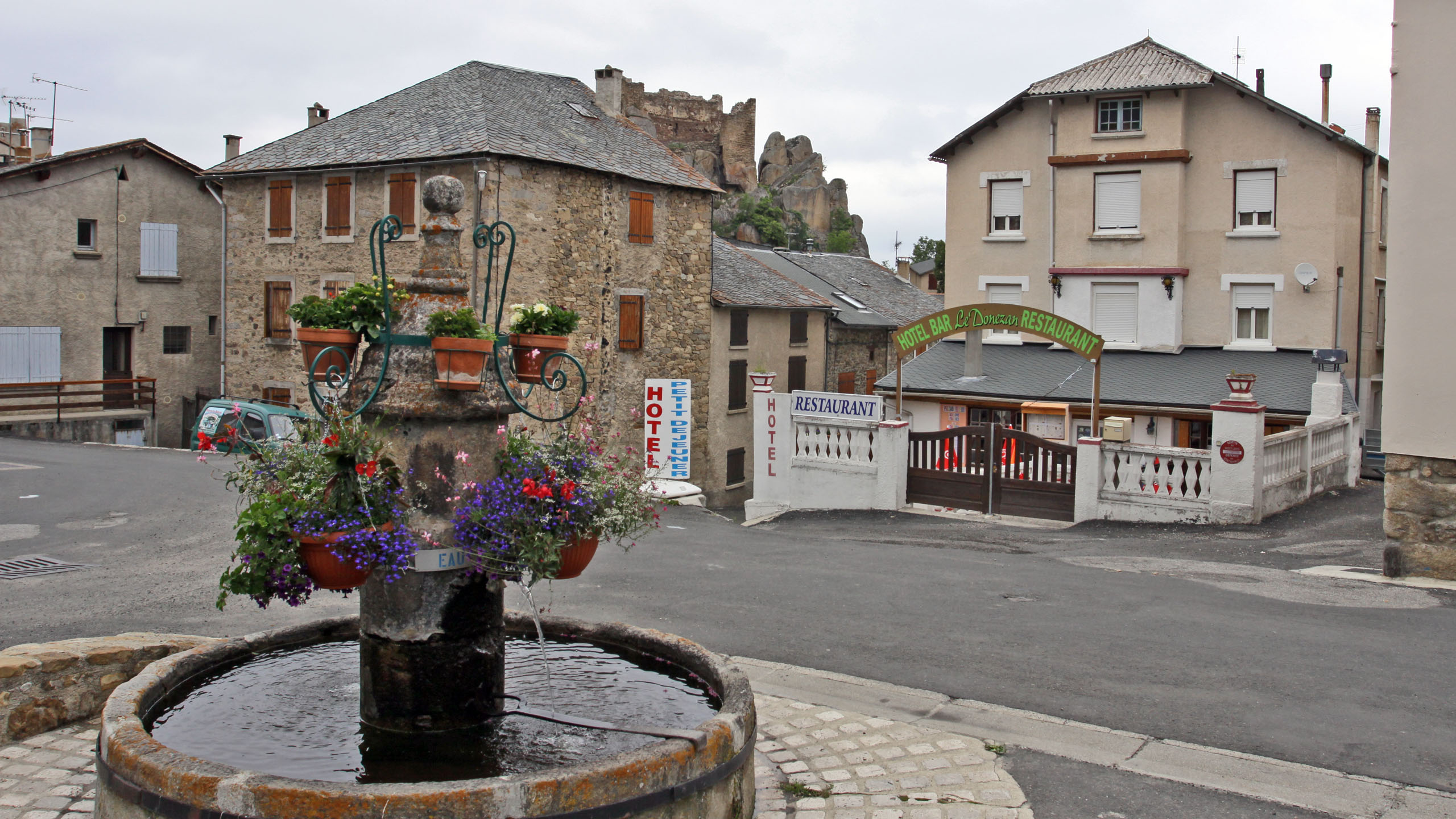
La place
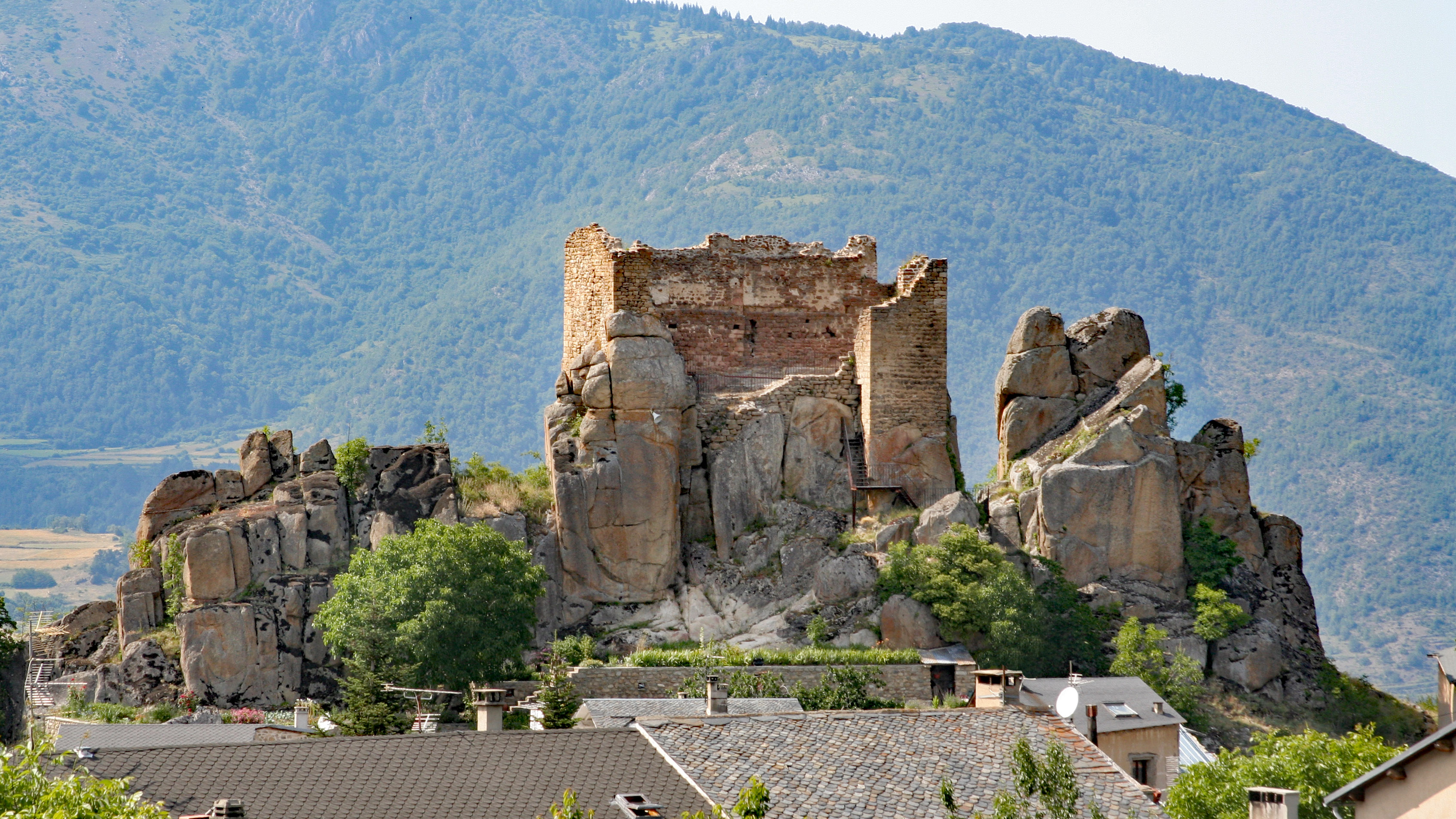
Le château
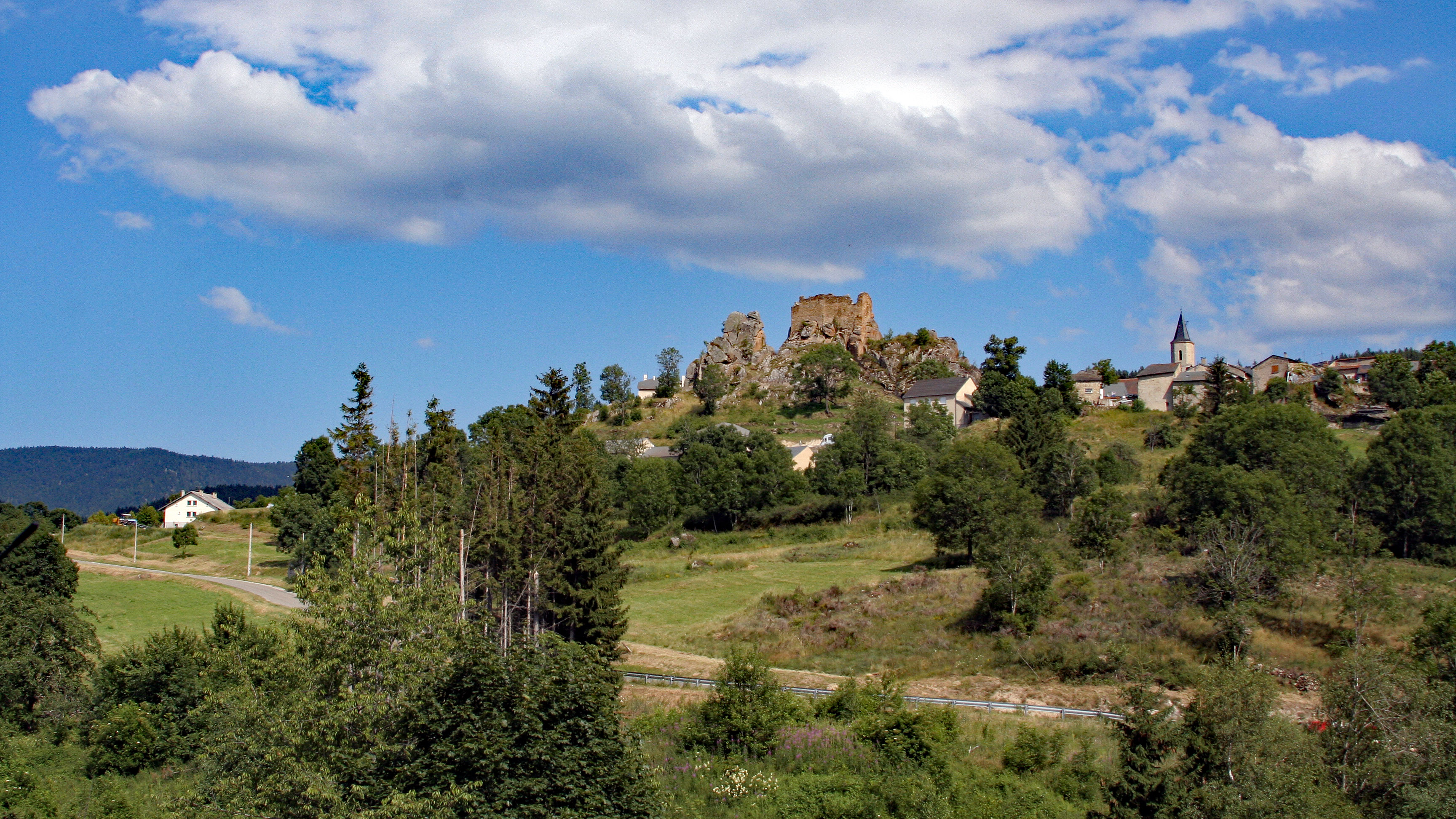
Vue générale

## Personnalités liées à la commune
- Raymond Berniolle (1855-1928), député de l'Aube de 1910 à 1914, maire de Sainte-Savine.
- Marcel Taillandier (1911-1944), Résistant, chef de l'Armée secrète toulousaine, organisateur du maquis de Quérigut.
- Henri Assaillit (1895-1962), sénateur de l'Ariège (1948-1955), conseiller général du canton de Quérigut.
- Jean-Louis Bernié, député européen né à Quérigut.